# 麻江型铜鼓
麻江型铜鼓，是一类铜鼓，也是八个铜鼓类型中的出土量最大的类型。以1956年贵州省黔東南苗族侗族自治州麻江县谷硐鎮明朝古墓中出土的一面铜鼓为标准器。

## 特点
麻江型铜鼓是由原始形态的万家坝型铜鼓和石寨山型铜鼓演变，主要流行于宋朝至清朝末期。目前出土量超过千件，是八个铜鼓类型中数量最多的品种。其出土的分布也非常广，主要包括中国广西、贵州、云南、四川、广东、湖南和越南西北部。其体型偏小、矮，边缘微伸出胸外，身中部起凸出分成上下两节。鼓上多有植物纹、人物及房屋图案。

## 图像

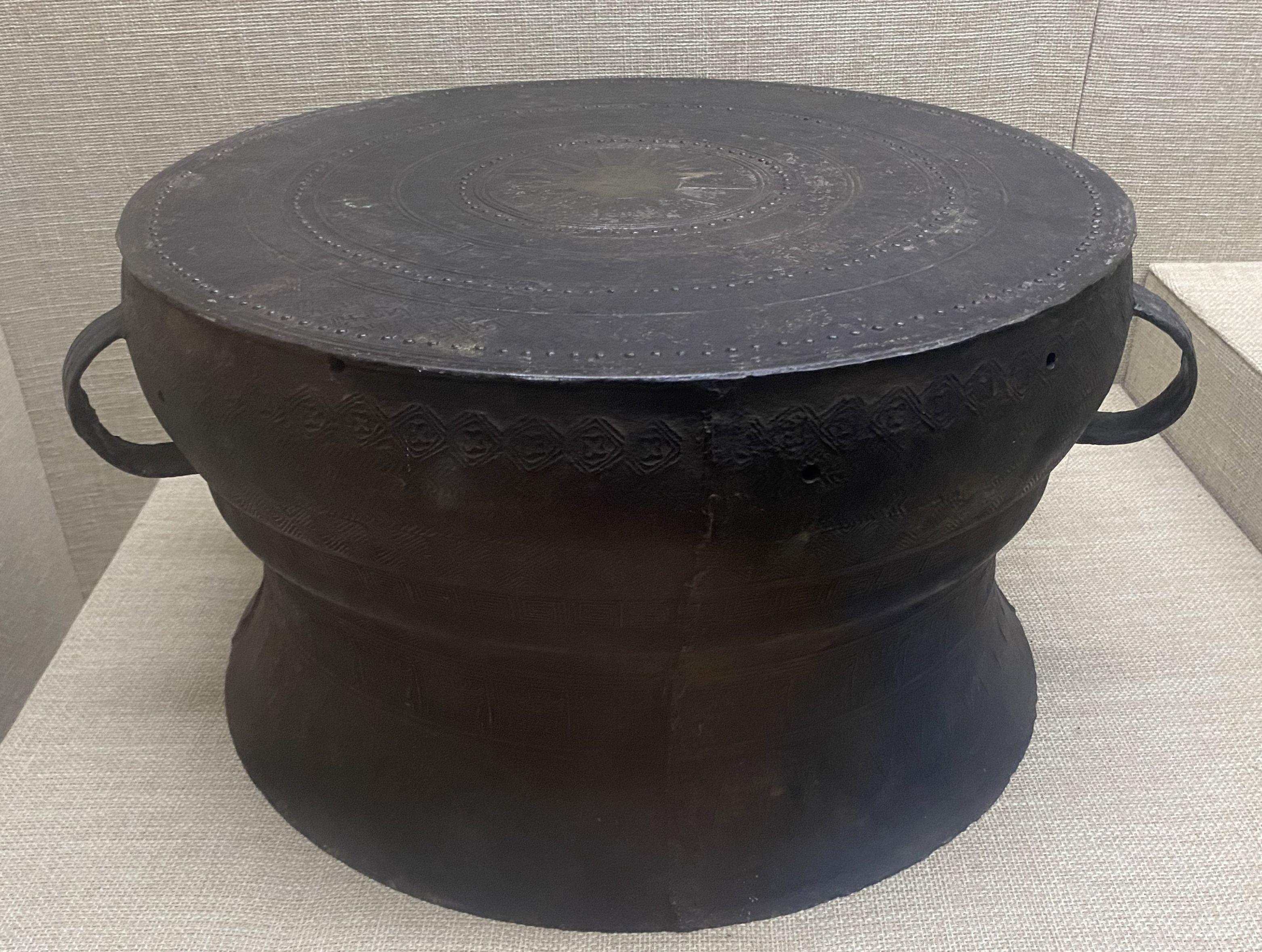
文山州博物馆下坝腊铜鼓，为明代麻江型
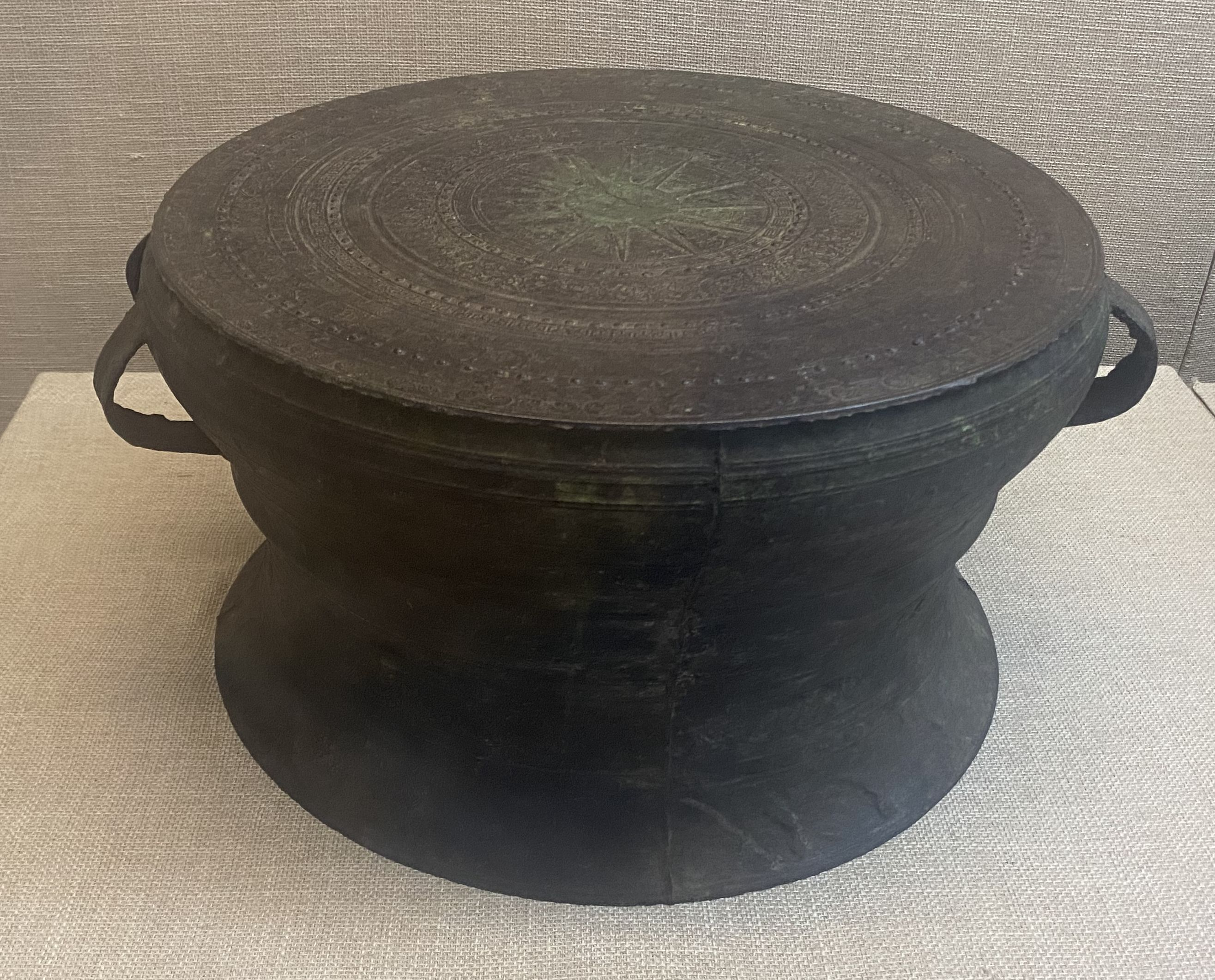
文山州博物馆五色冲铜鼓，为明代麻江型
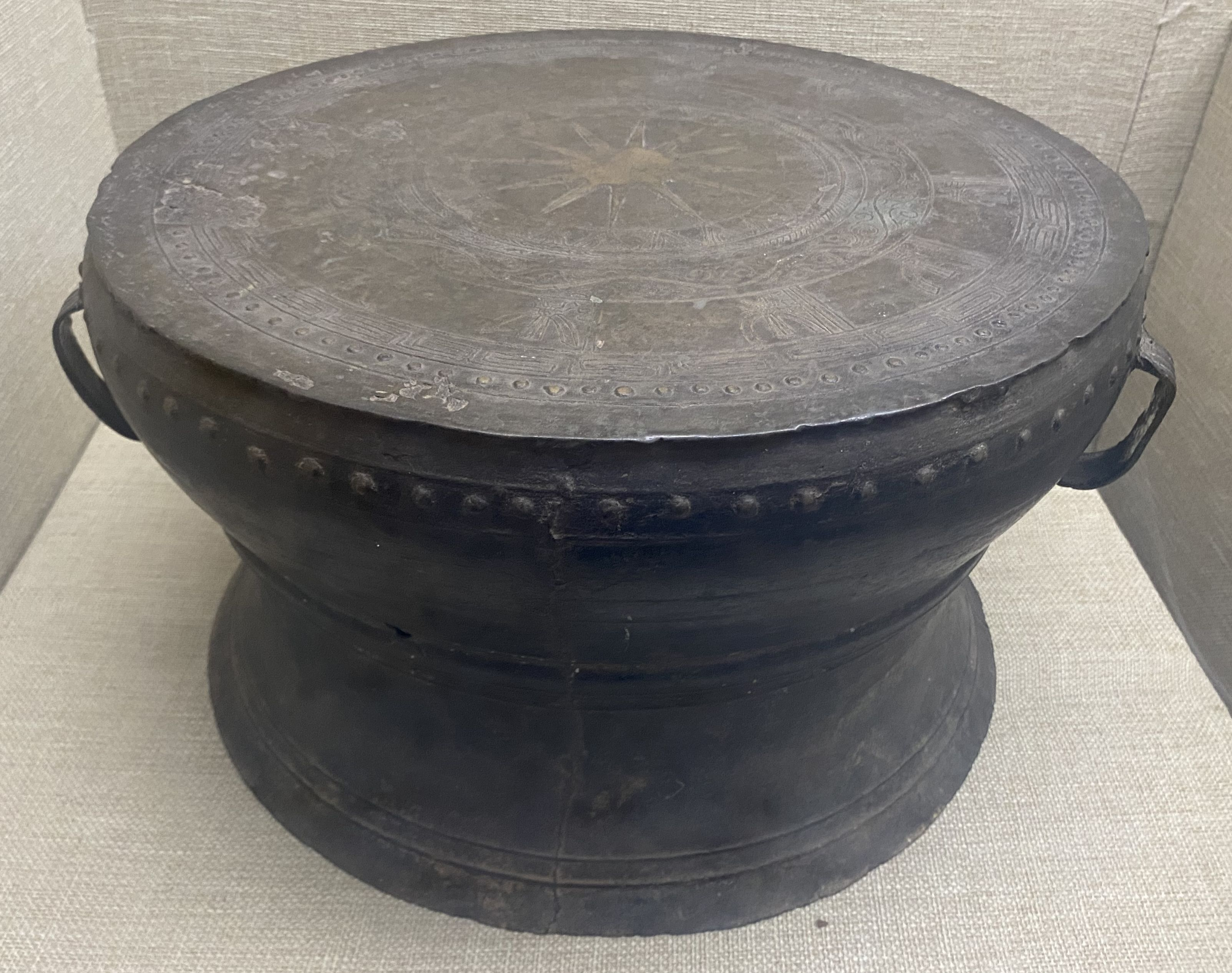
文山州博物馆上石沙铜鼓，为清代麻江型
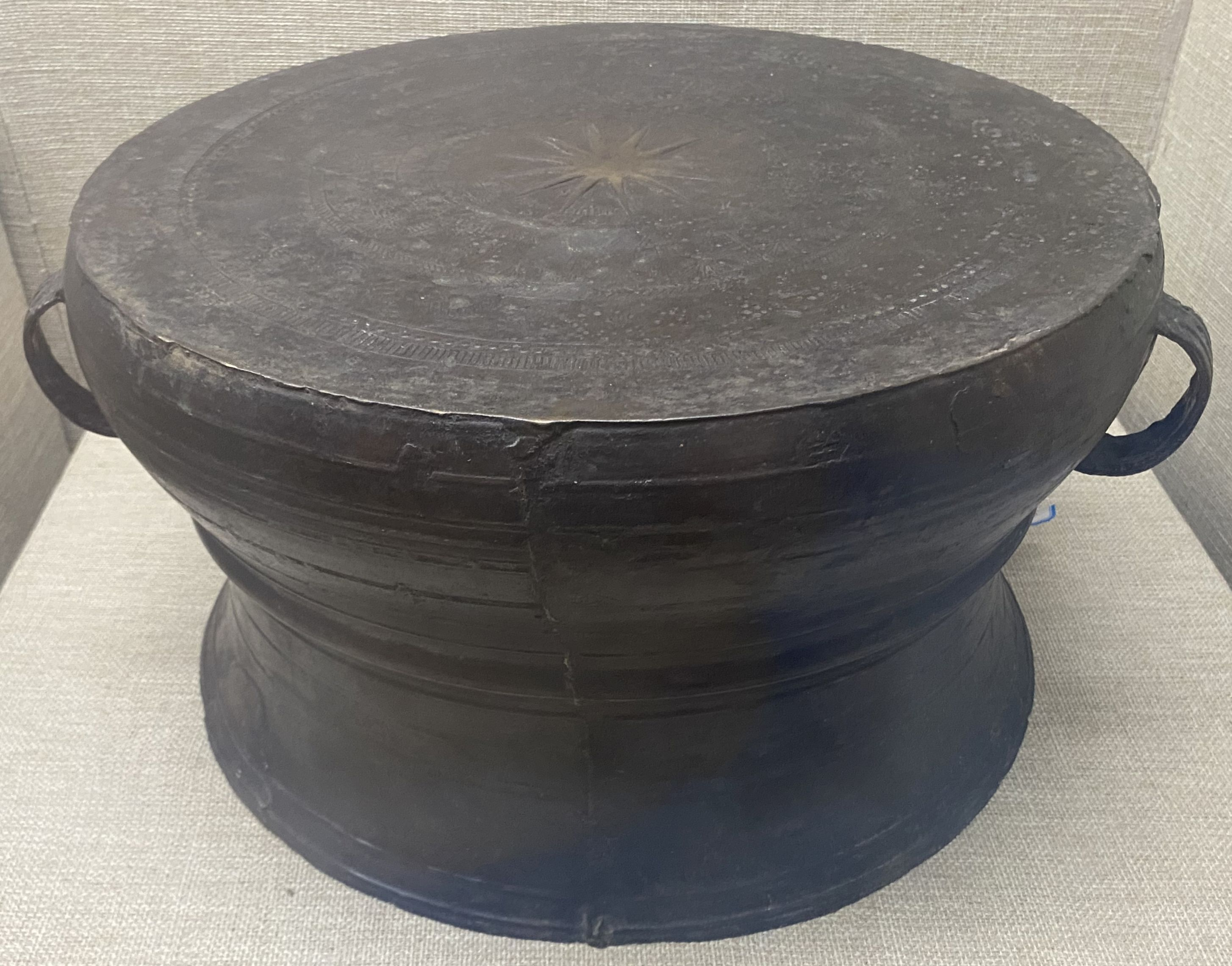
文山州博物馆上蚌革铜鼓，为清代麻江型
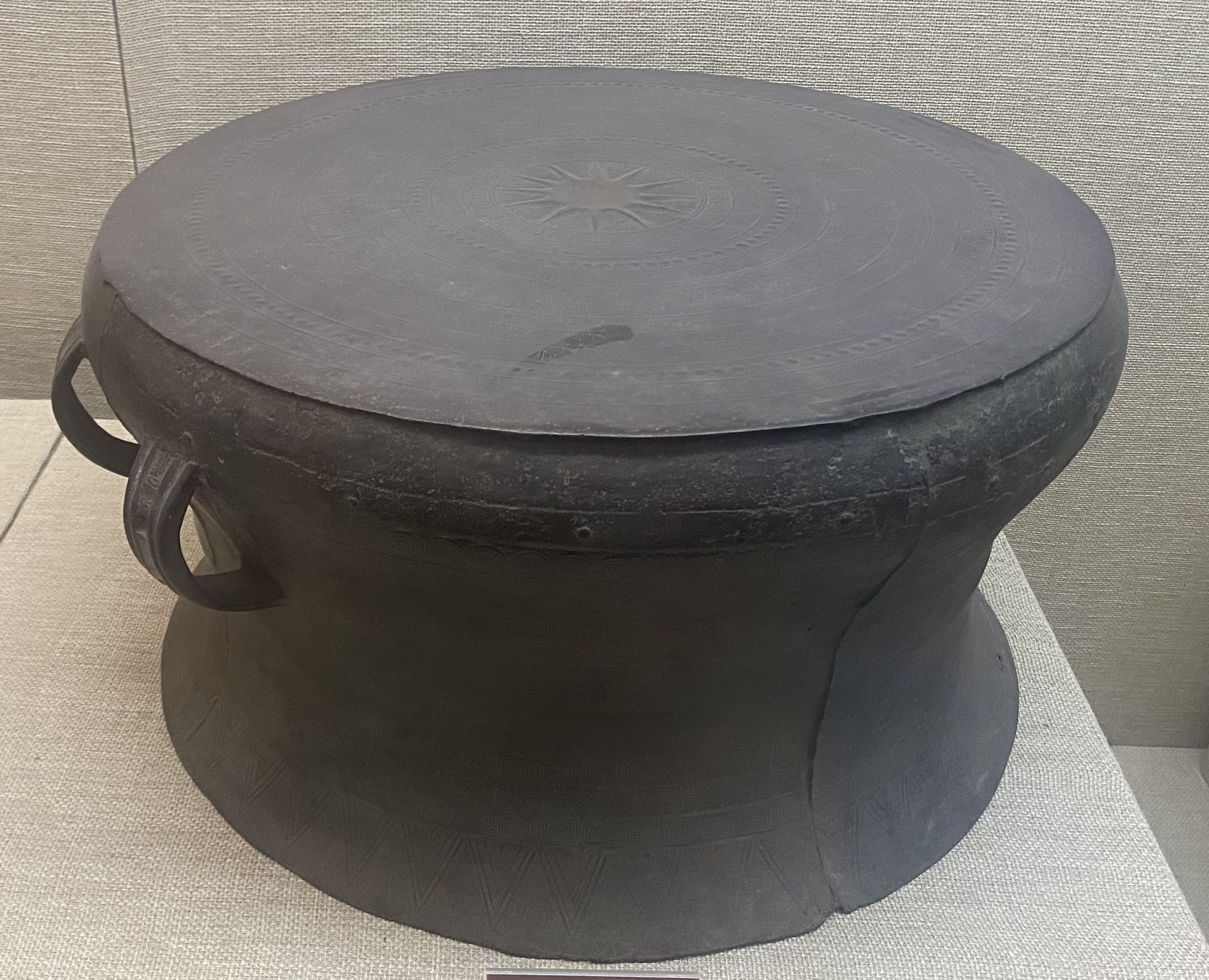
文山州博物馆合江2号铜鼓，为清代麻江型
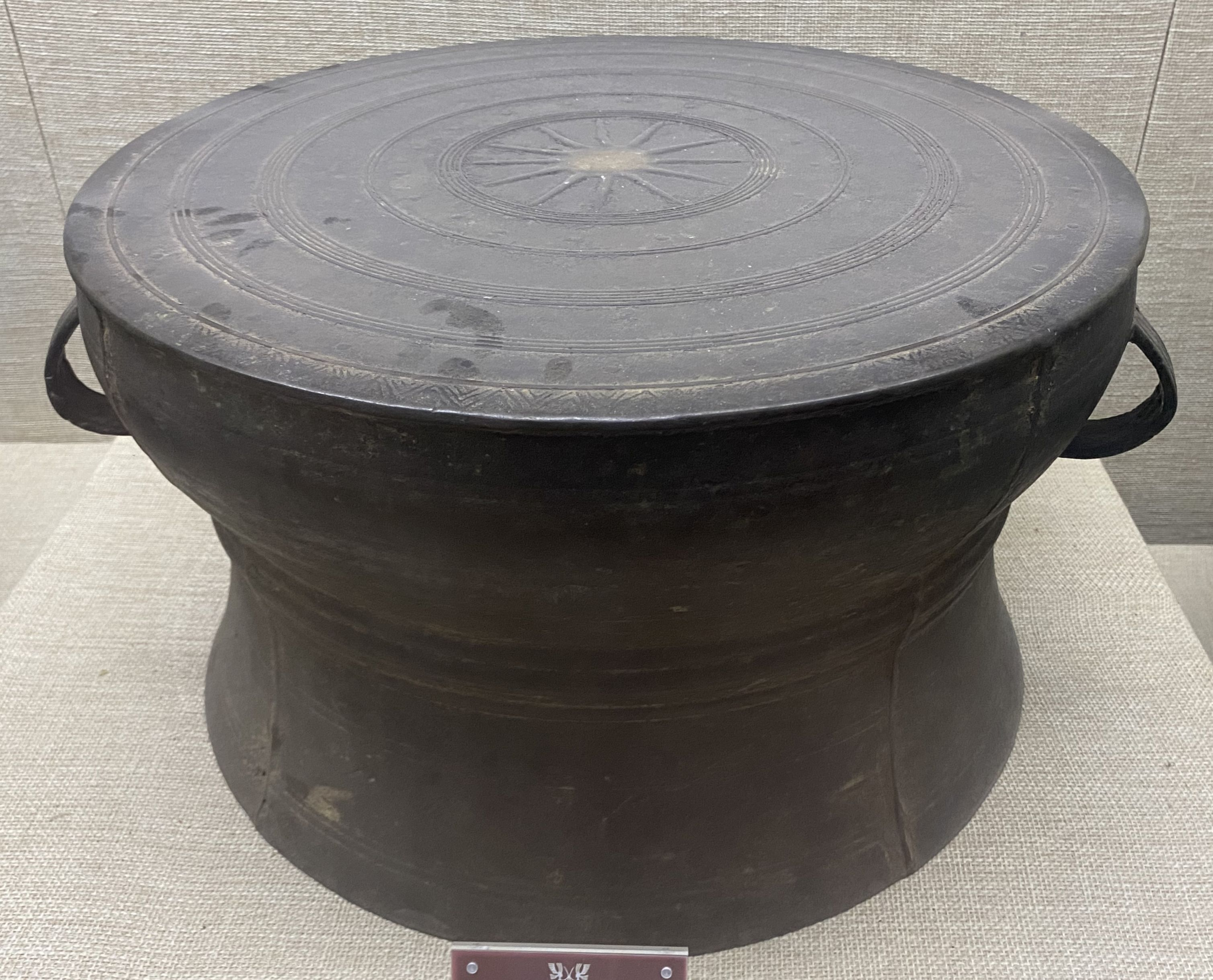
文山州博物馆布冲铜鼓，为清代麻江型
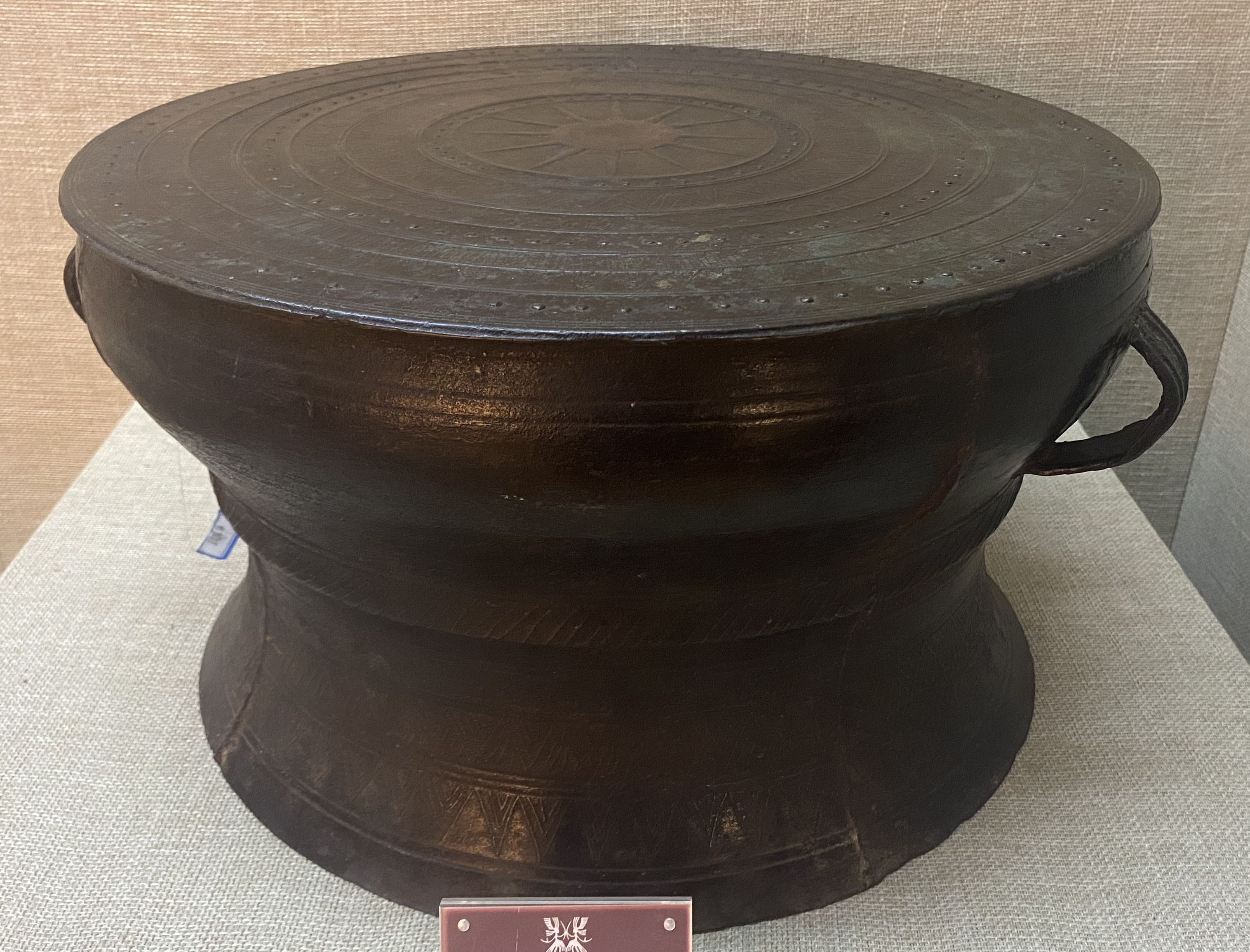
文山州博物馆底先铜鼓，为清代麻江型
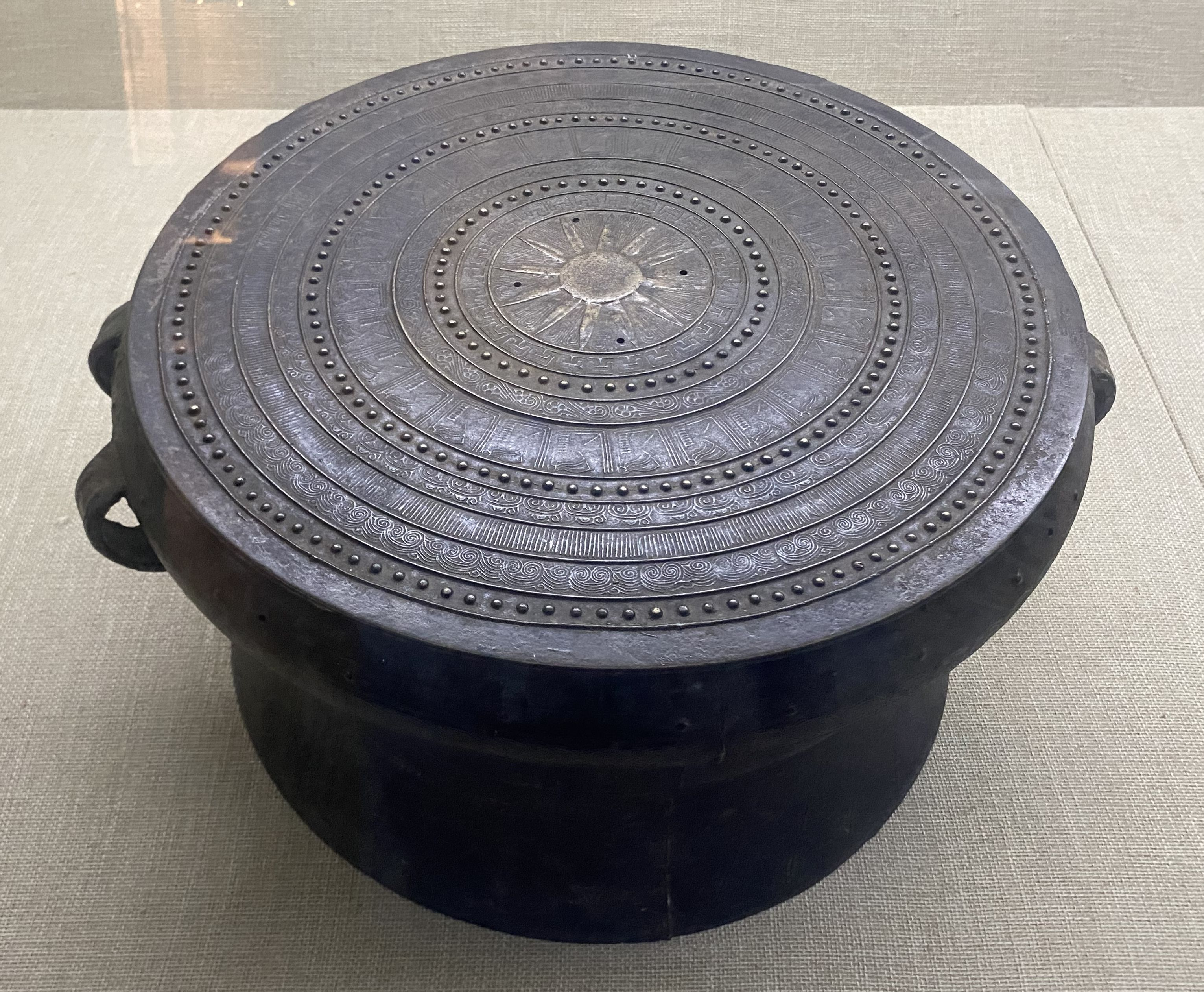
文山州博物馆普弄铜鼓，为清代麻江型
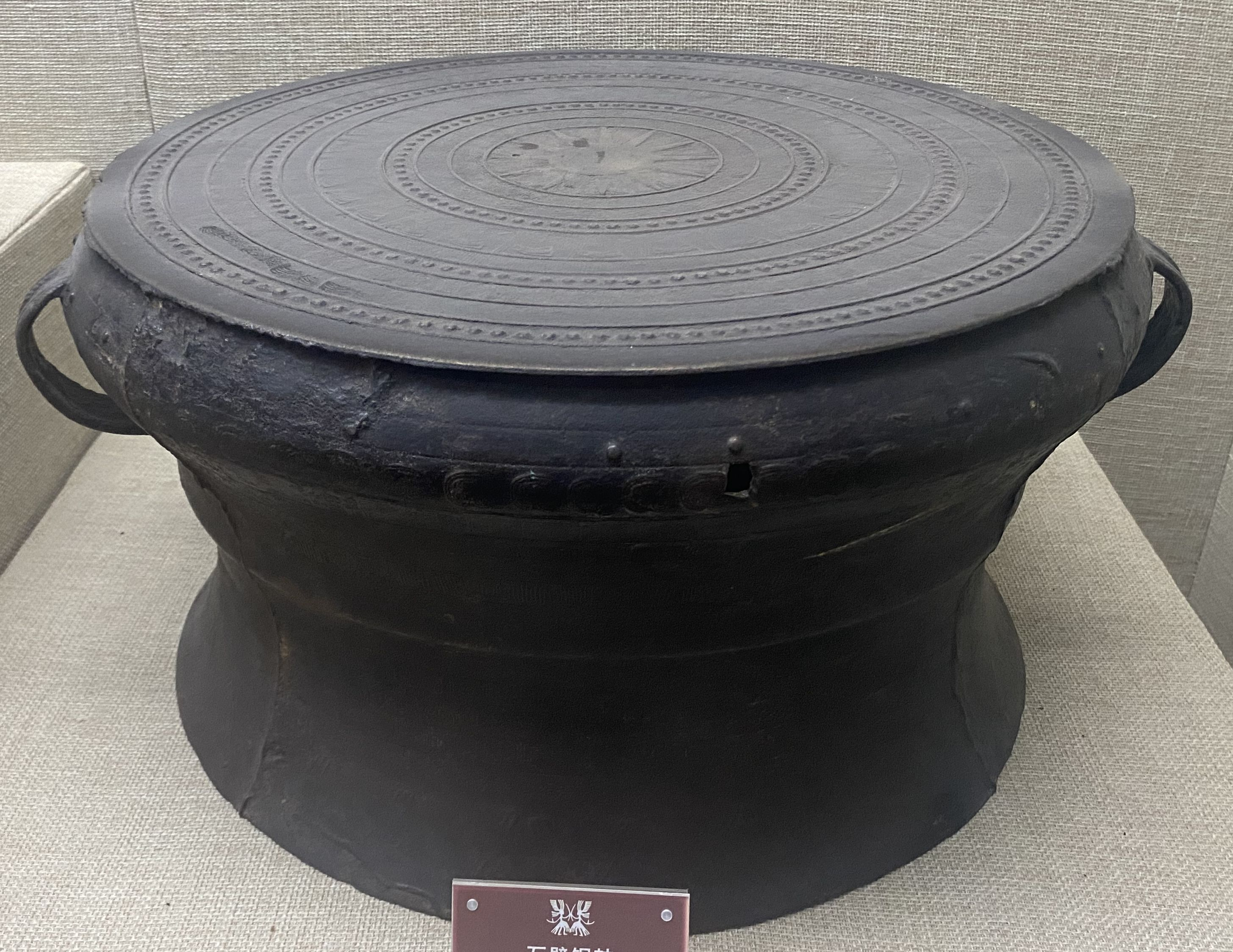
文山州博物馆石壁铜鼓，为清代麻江型
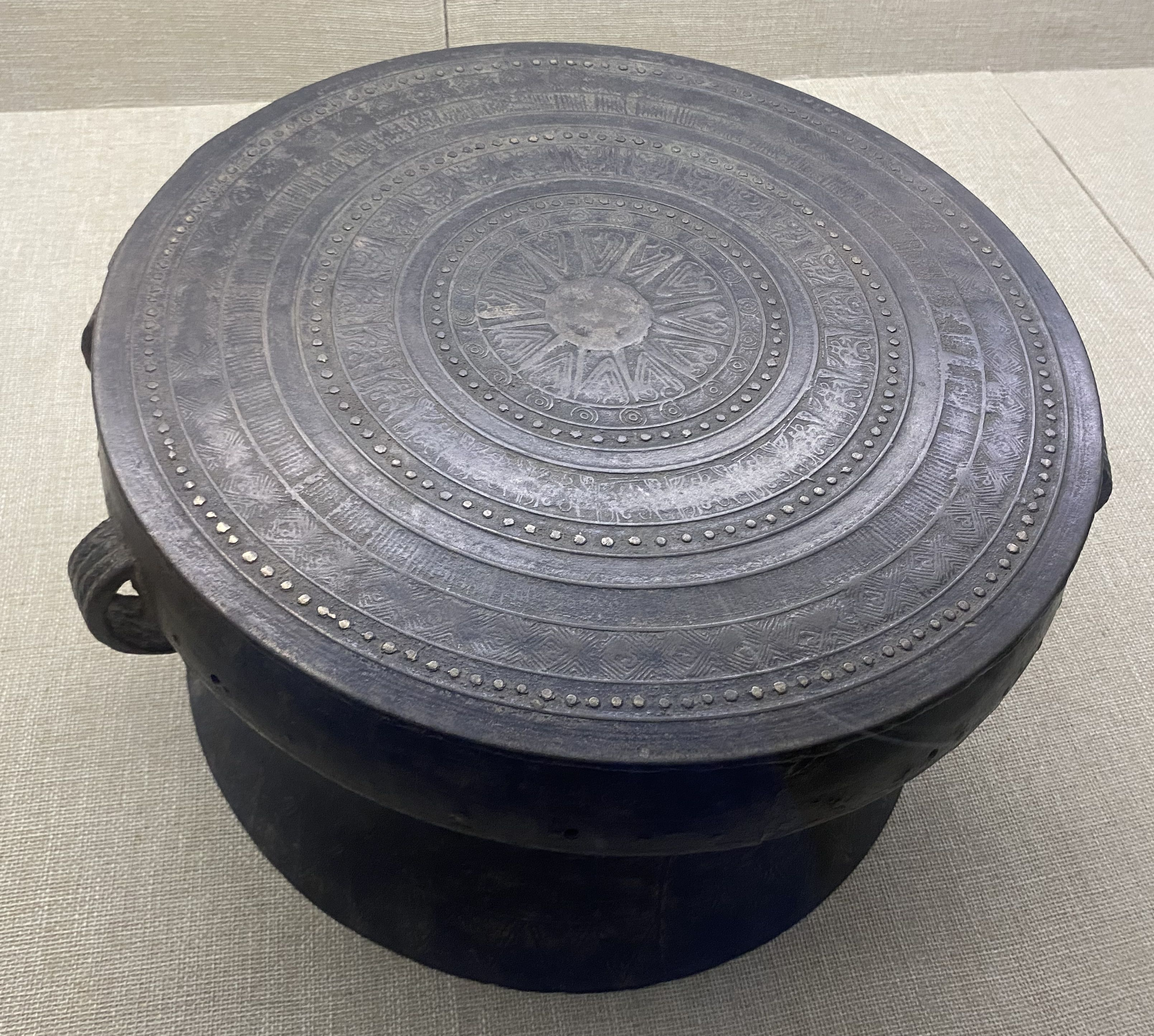
文山州博物馆红甸铜鼓，为清代麻江型
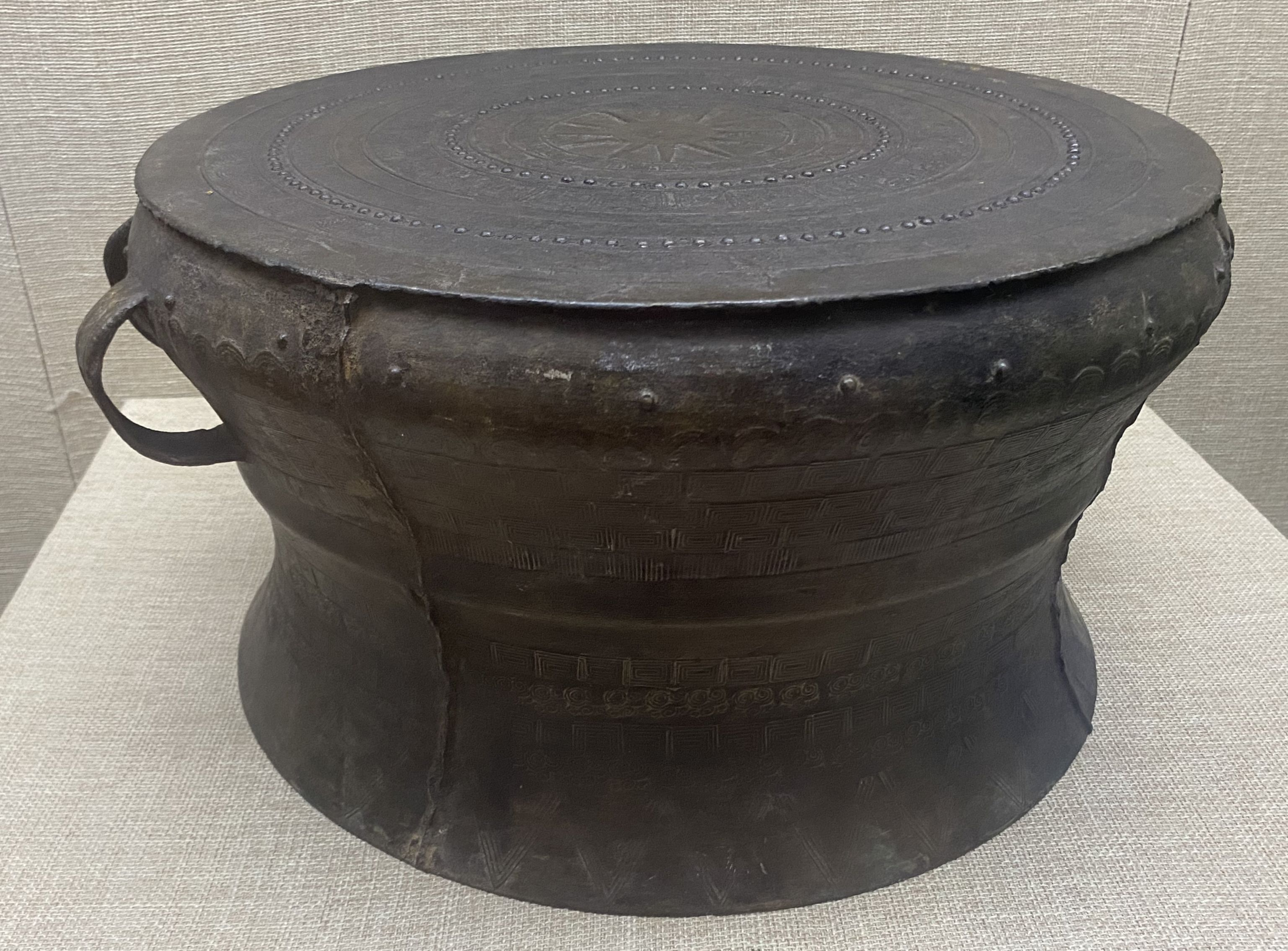
文山州博物馆马塘铜鼓，为清代麻江型
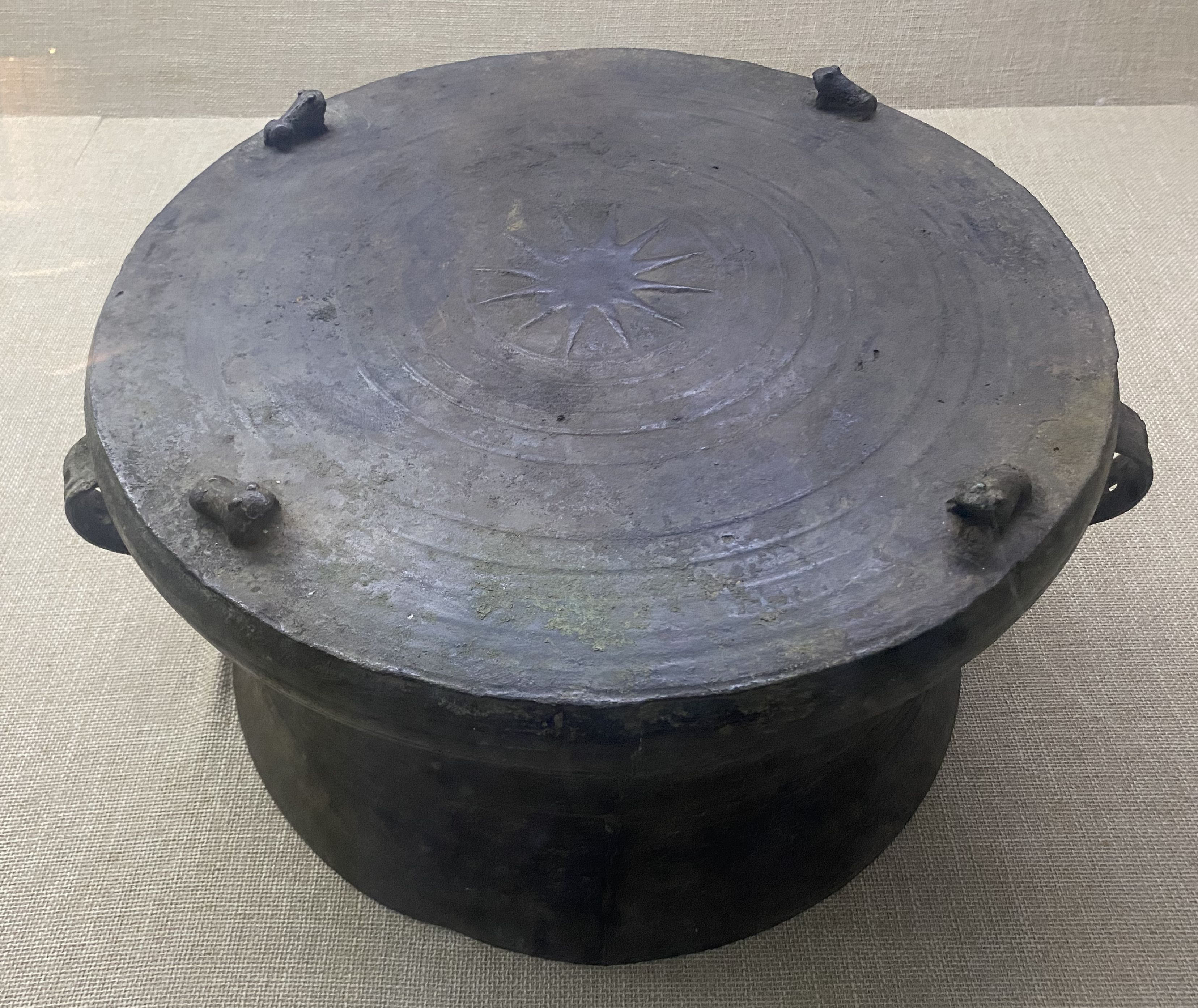
文山州博物馆高家湾铜鼓，为清代麻江型